# Nissan 240RS
De Nissan 240RS was een rallyauto die door Nissan werd ingezet tijdens het Groep B-segment in het Wereldkampioenschap Rally, tussen de seizoenen 1983 en 1985.

## Geschiedenis

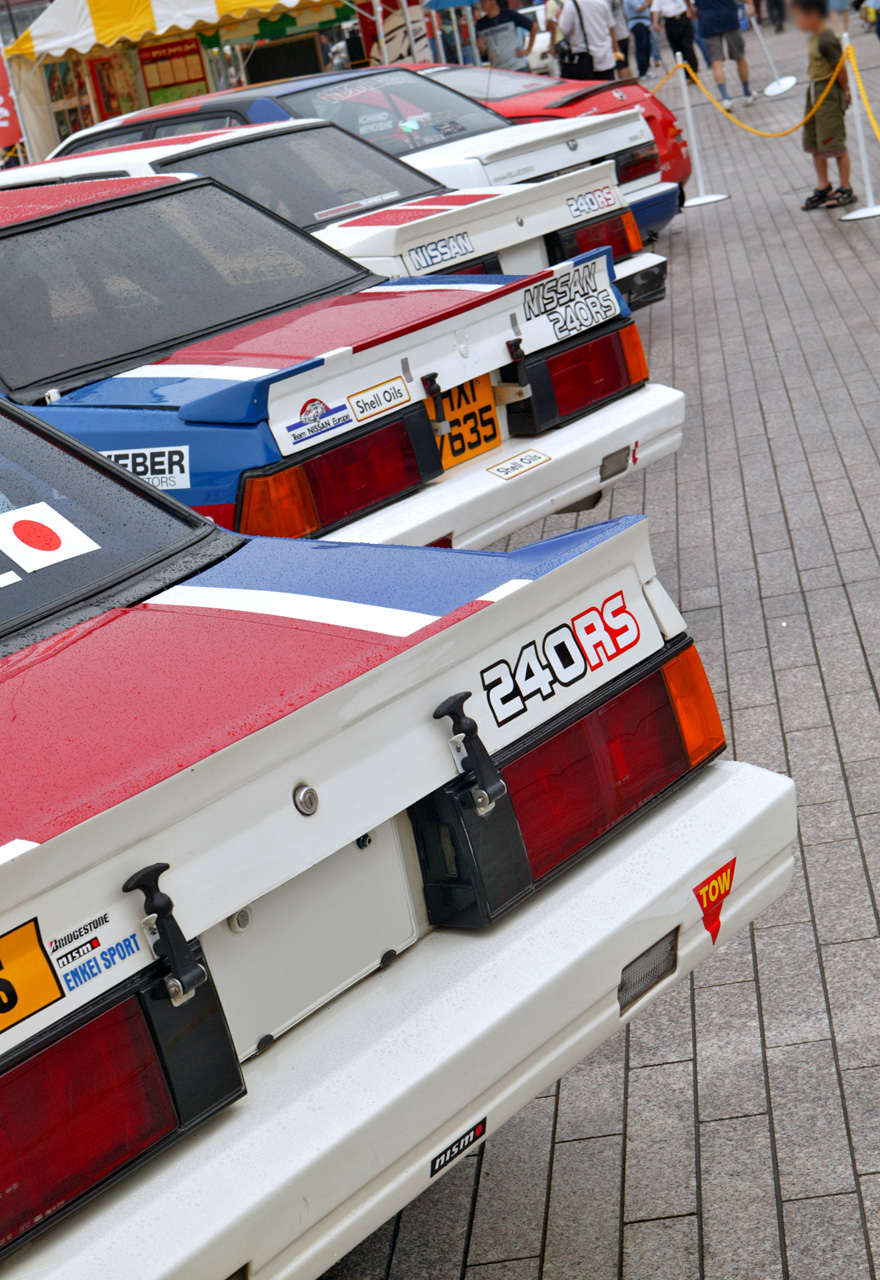
de achterzijde van de 240RS

Nissan had een succesvolle reeks opgebouwd met hun Groep 4 Datsun Violet, maar met de komst van Groep B anticipeerden ze dat hun kansen verkleinden en kozen ze voor een model dat vooral resultaat moest brengen in bepaalde rally's; in het bijzonder de langeafstandsevenementen zoals de Safari Rally en Rally van Ivoorkust. Al in 1982 introduceerden ze de Nissan Silvia, en met de introductie van Groep B in het seizoen 1983, maakte de hierop gebaseerde 240RS zijn debuut in het kampioenschap. In de geest van Nissans doeleinden was het een conventioneel ontwerp, die nog veel weg had van een Groep 4 auto, onder meer doordat het nog steeds gebruik maakte van achterwielaandrijving. De motor werd echter op verschillende punten verbeterd en produceerde zo'n 275 pk, wat hoe dan ook een stuk minder krachtig was in vergelijking met de concurrentie, grotendeels omdat Nissan ervoor koos turboaandrijving uit te sluiten. Verder was de conventionele stuurinrichting (dat pas later werd aangepast naar een pignon en tandheugel-mechaniek) en het zware gewicht van de motor een van de voornaamste belemmeringen voor de auto. Door het gebruik van verschillende lichtgewicht body-panelen was het gewicht van de auto echter net onder de 1000 kg.

### Competitief
De 240RS maakte zijn competitieve debuut in het Wereldkampioenschap Rally in 1983 in Monte Carlo, met Timo Salonen achter het stuur. Zoals bij voorhand gedacht, kon de auto weinig indruk maken in de zogenaamde sprint evenementen, maar speelde het vaak wel een rol in de langeafstandswedstrijden. Tijdens de Safari Rally lag Salonen tot aan de slotdag aan de leiding, toen zijn motor het echter op dat moment begaf en hij uitviel. Een verrassend resultaat kwam echter later dat jaar in Nieuw-Zeeland, waar Salonen een tweede plaats behaalde. Een tweede podium resultaat kwam pas tijdens de WK-ronde in Ivoorkust in 1984, waar Shekhar Mehta als derde eindigde. Mike Kirkland bezorgde het team uiteindelijk in een geëvolueerde versie van de 240RS in de Safari Rally van 1985 opnieuw een derde plaats, terwijl Alain Ambrosino dit resultaat ook behaalde in Ivoorkust (als privé-inschrijving), later dat seizoen.
Nissan stopte de fabrieksactiviteiten na 1985, en zou pas onder Groep A terugkeren met de Nissan 200SX, die met een vrijwel identieke gedachte werd ingezet door Nissan. De 240RS bleef in zijn resterende jaren nog wel een populaire auto bij privé-rijders, mede omdat die zo ongeraffineerd was.

## Specificaties
| Nissan 240RS          | Nissan 240RS         | Nissan 240RS        |
| --------------------- | -------------------- | ------------------- |
| Carrosserie           | Merk                 | Nissan              |
| Carrosserie           | Type                 | Silvia 240RS        |
| Carrosserie           | Body                 | Coupé, 2-deurs      |
| Carrosserie           | Materiaal            | Staal en plastic    |
|                       |                      |                     |
| Afmetingen en gewicht | Lengte               | 4300 mm             |
| Afmetingen en gewicht | Breedte              | 1800 mm             |
| Afmetingen en gewicht | Hoogte               | 1320 mm             |
| Afmetingen en gewicht | Wielbasis            |                     |
| Afmetingen en gewicht | Spoorbreedte voor    |                     |
| Afmetingen en gewicht | Spoorbreedte achter  |                     |
| Afmetingen en gewicht | Gewicht              | 980 kg              |
|                       |                      |                     |
| Technisch             | Motor                | 4 cilinder in lijn  |
| Technisch             | Motor positie        | Voor, longitudinaal |
| Technisch             | Capaciteit           | 2340 cc             |
| Technisch             | Boring × Slag        | 92 × 88             |
| Technisch             | Ventielen per cil.   | 4                   |
| Technisch             | Nokkenas             | Dubbel bovenliggend |
| Technisch             | Vermogen             | 275 pk/8000 tpm     |
| Technisch             | Max. koppel          | 270 Nm/7200 tpm     |
| Technisch             | Compressieverhouding | 11.5:1              |
| Technisch             | Verbranding          | Dubbele Solex       |
| Technisch             | Transmissie          | 5-versnellingsbak   |
| Technisch             | Aandrijving          | 2x4                 |
| Technisch             | Ophanging            | 4-link as           |

## Complete resultaten in het Wereldkampioenschap Rally
| Seizoen | Rijders          | 1   | 2   | 3   | 4   | 5   | 6   | 7   | 8   | 9   | 10  | 11  | 12  | Pos. | Punten |
| ------- | ---------------- | --- | --- | --- | --- | --- | --- | --- | --- | --- | --- | --- | --- | ---- | ------ |
| 1983    |                  | MON | ZWE | POR | KEN | FRA | GRI | NZL | ARG | FIN | ITA | IVK | GBR | 4    | 52     |
| 1983    | Timo Salonen     | 14  |     | NF  | NF  |     | NF  | 2   |     | 8   |     |     | NF  | 4    | 52     |
| 1983    | Shekhar Mehta    |     |     |     | NF  |     | 6   | 4   |     |     |     |     |     | 4    | 52     |
| 1983    | Mike Kirkland    |     |     |     | NF  |     |     |     |     |     |     |     |     | 4    | 52     |
| 1983    | Tony Pond        |     |     |     |     | 6   |     |     |     |     |     |     |     | 4    | 52     |
| 1983    | Iórgos Moschous  |     |     |     |     |     | NF  |     |     |     |     |     |     | 4    | 52     |
| 1983    | Reg Cook         |     |     |     |     |     |     | 7   |     |     |     |     |     | 4    | 52     |
| 1983    | Jim Donald       |     |     |     |     |     |     | 5   |     |     |     |     |     | 4    | 52     |
| 1984    |                  | MON | ZWE | POR | KEN | FRA | GRI | NZL | ARG | FIN | ITA | IVK | GBR | 7    | 46     |
| 1984    | Timo Salonen     | 10  |     |     | 7   |     | 6   | 4   |     |     |     |     | 6   | 7    | 46     |
| 1984    | Terry Kaby       | 17  |     |     |     |     |     |     |     | 12  |     |     | DQ  | 7    | 46     |
| 1984    | Erkki Pitkänen   |     |     | NF  |     |     |     |     |     | 7   |     |     |     | 7    | 46     |
| 1984    | Shekhar Mehta    |     |     |     | 5   |     | 7   |     |     |     |     | 3   | 8   | 7    | 46     |
| 1984    | Mike Kirkland    |     |     |     | NF  |     |     |     |     |     |     |     |     | 7    | 46     |
| 1984    | Iórgos Moschous  |     |     |     |     |     | 8   |     |     |     |     |     |     | 7    | 46     |
| 1984    | Reg Cook         |     |     |     |     |     |     | 6   |     |     |     |     |     | 7    | 46     |
| 1984    | Pentti Airikkala |     |     |     |     |     |     |     |     | NF  |     |     |     | 7    | 46     |
| 1985    |                  | MON | ZWE | POR | KEN | FRA | GRI | NZL | ARG | FIN | ITA | IVK | GBR | 4    | 56     |
| 1985    | Shekhar Mehta    |     |     |     | NF  |     | 4   | NF  |     |     |     |     |     | 4    | 56     |
| 1985    | Mike Kirkland    |     |     |     | 3   |     | 7   |     |     |     |     |     |     | 4    | 56     |
| 1985    | Alain Ambrosino  |     |     |     | 6   |     |     |     |     |     |     |     |     | 4    | 56     |
| 1985    | Iórgos Moschous  |     |     |     |     |     | 8   |     |     |     |     |     |     | 4    | 56     |
| 1985    | Reg Cook         |     |     |     |     |     |     | 6   |     |     |     |     |     | 4    | 56     |
| 1985    | Jim Donald       |     |     |     |     |     |     | 9   |     |     |     |     |     | 4    | 56     |
| 1985    | Terry Kaby       |     |     |     |     |     |     |     |     |     |     |     | 7   | 4    | 56     |